# اگراهرا، هانسور
اگراهرا، هانسور (به انگلیسی: Agrahara, Hunsur) یک منطقهٔ مسکونی در هند است که در کارناتاکا واقع شده‌است.